# 貝爾扎斯卡鄉

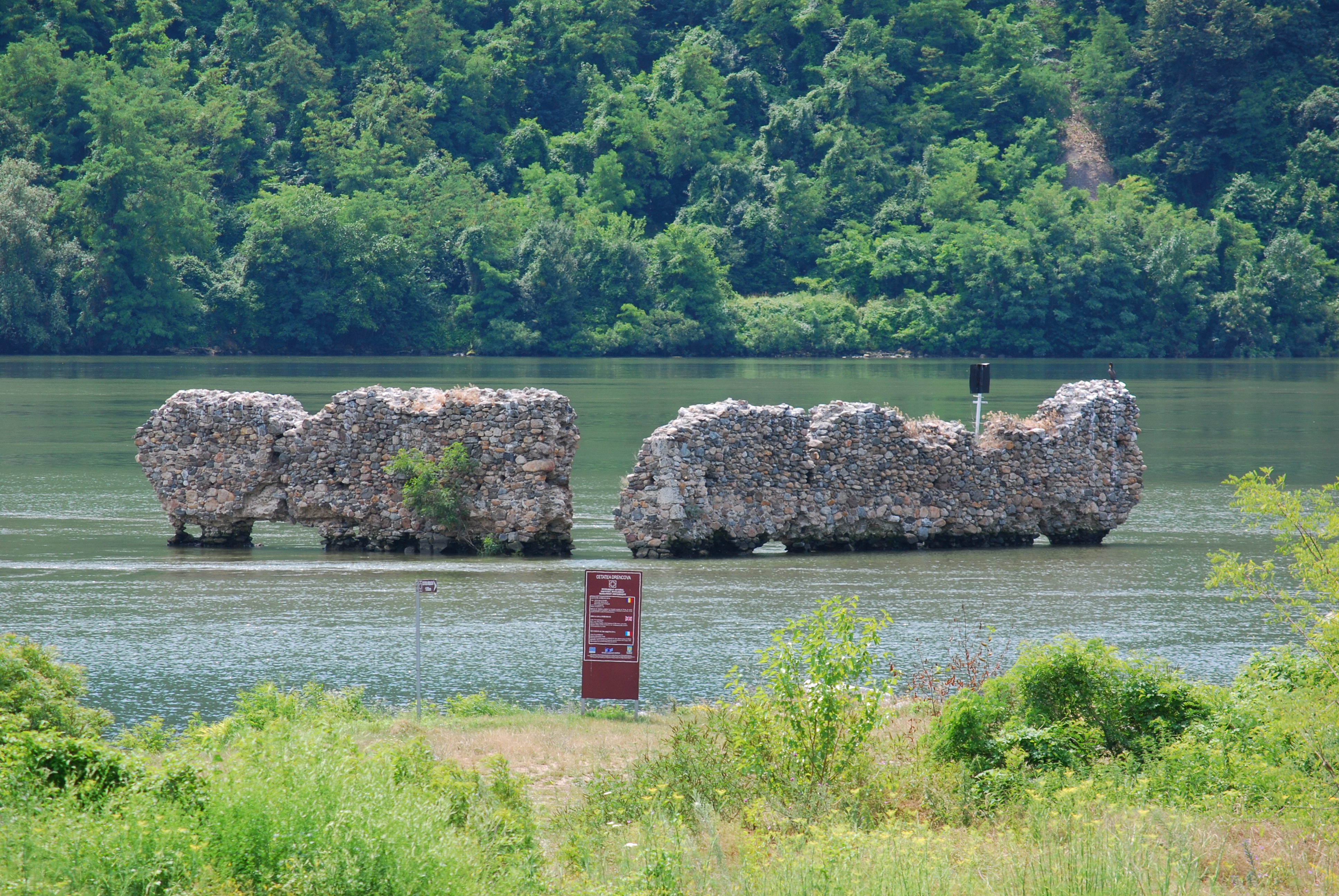

44°42′N 21°57′E / 44.700°N 21.950°E
貝爾扎斯卡鄉（羅馬尼亞語：Comuna Berzasca, Caraș-Severin），是羅馬尼亞的鄉份，位於該國西南部，由卡拉什-塞維林縣負責管轄，面積145平方公里，海拔高度73米，2007年人口3,022，人口密度每平方公里21人。